# Eriogonum butterworthianum
Eriogonum butterworthianum là một loài thực vật có hoa trong họ Rau răm. Loài này được J.T.Howell mô tả khoa học đầu tiên năm 1961.